# Majagual (ort i Colombia, Sucre, lat 8,54, long -74,62)
Majagual är en ort i Colombia.   Den ligger i departementet Sucre, i den norra delen av landet, 400 km norr om huvudstaden Bogotá. Majagual ligger 18 meter över havet och antalet invånare är 11 139.
Terrängen runt Majagual är mycket platt. Runt Majagual är det glesbefolkat, med 20 invånare per kvadratkilometer. Majagual är det största samhället i trakten. Omgivningarna runt Majagual är en mosaik av jordbruksmark och naturlig växtlighet.